# Cantando
Cantando från 2008 är ett musikalbum med Bobo Stenson Trio. Cantando är trions första album med Jon Fält på trummor.

## Låtlista
1. Olivia (Silvio Rodríguez) – 6:28
2. Song of Ruth (Petr Eben) – 6:42
3. Wooden Church (Anders Jormin) – 7:01
4. M (Anders Jormin) – 7:59
5. Chiquilin de Bachin (Astor Piazzolla/Horacio Ferrer) – 8:04
6. Pages (Anders Jormin/Bobo Stenson/Jon Fält) – 13:40
7. Don's Kora Song (Don Cherry) – 5:08
8. A Fixed Goal (Ornette Coleman) – 4:12
9. Love I've Found You (Danny Small/Connie Moore) – 3:12
10. Liebesode (Alban Berg) – 8:36
11. Song of Ruth [variation] (Petr Eben) – 6:47

## Medverkande
- Bobo Stenson – piano
- Anders Jormin – bas
- Jon Fält – trummor

## Mottagande
Skivan fick ett mycket gott mottagande när den kom ut med ett snitt på 4,4/5 baserat på 13 recensioner.

## Listplaceringar
| Lista (2008) | Topplacering |
| ------------ | ------------ |
| Sverige      | 49           |